# Пушанин, Иван Иванович
Ива́н Ива́нович Пуша́нин (1913—1940) — советский военный. Участник советско-финской войны. Герой Советского Союза (1940, посмертно). Политрук.

## Биография
Иван Иванович Пушанин родился 6 сентября (24 августа по старому стилю) 1913 года в селе Мача Чембарского уезда Пензенской губернии Российской империи (ныне село Пушанино, Белинский район, Пензенская область, Россия) в крестьянской семье Ивана Петровича и Феодосии Тимофеевны Пушаниных. Русский. Окончил Мачинскую четырёхлетнюю школу в 1925 году. Как старший ребёнок в семье, вынужден был помогать родителям по хозяйству, но продолжал учёбу в вечерней школе и сумел получить неполное среднее образование.
С детства Иван Иванович увлекался пением и музыкой. Талантливого паренька взял к себе в обучение сельский музыкант Н. В. Исаичкин. Иван Иванович освоил нотную грамоту, научился хорошо играть на балалайке и мандолине. Позднее, во время службы в армии он даже организовал самодеятельный ансамбль, который своими концертами скрашивал солдатские будни. Но музыка не стала главной в жизни И. И. Пушанина. В 1930 году уже во время работы в колхозе, куда семья Пушаниных вступила в 1929 году, Иван Иванович был принят в комсомол и увлёкся комсомольской работой. Энергичного и инициативного комсомольского активиста скоро избрали секретарём комсомольской организации села, а в 1931 году пригласили на работу в Чембарский райком комсомола на должность пионервожатого.
В 1932 году И. И. Пушанин окончил совпартшколу и стал кандидатом в члены ВКП(б). В стране активно шла коллективизация, и Ивана Ивановича скоро направили поднимать отстающие сельские советы. С 1933 по 1935 год он работал председателем сельсовета в селе Волчий Враг, а в 1935 году возглавил сельсовет в селе Тархово. В последующем сельская учительница Е. Я. Шуваева вспоминала: 

Были у нас дельные руководители и до него, и после. А он какой-то особенный, ни на кого не похожий. Казалось, он не знал усталости. И когда он только отдыхал? Сколько в нём было энергии! Родник неиссякаемый…
 Но деятельность И. И. Пушанина нравилась не всем. У коллективизации было немало противников, которые дважды покушались на жизнь председателя.
В Тархово И. И. Пушанин проработал чуть больше трёх месяцев. 16 октября 1935 года он был освобождён от должности в связи с призывом в Рабоче-крестьянскую Красную Армию. С 1 ноября 1935 года красноармеец И. И. Пушанин начал службу в 54-м Нерчинско-Заводском погранотряде Забайкальского пограничного округа. Почти сразу его направили в школу младшего начсостава, которую он окончил в сентябре 1936 года. Военную службу Пушанин продолжил командиром отделения. По окончании срочной службы Иван Иванович решил остаться в армии. Вскоре он заступил на должность старшины заставы, а также возглавил партбюро отряда. Иван Иванович много ездил по заставам, проводил комсомольские собрания, вёл разъяснительную работу среди беспартийных. Будучи прекрасным наездником, он также вёл занятия по конной подготовке. В 1939 году И. И. Пушанин был принят в ВКП(б) и вскоре переведён на должность политрука заставы. К концу года он должен был отправиться на учёбу в Харьковское военное училище пограничных и внутренних войск НКВД имени Ф. Э. Дзержинского, но началась война с Финляндией, и он одним из первых в части написал рапорт об отправке на фронт. Его просьбу удовлетворили, и в начале декабря 1939 года политрук И. И. Пушанин был направлен в Ленинградский пограничный округ.
Первоначально И. И. Пушанина определили на должность политрука 3-й роты 4-го пограничного полка НКВД, но почти сразу командировали на погранзаставу 5-го пограничного полка НКВД, которая находилась недалеко от посёлка Колвасозеро Ребольского района Карельской АССР. Личный состав погранзаставы с начала Зимней войны вёл тяжёлые бои с превосходящими силами противника и понёс значительные потери в командном составе. И. И. Пушанин был назначен политруком роты старшего лейтенанта Г. П. Петрова, также командированного из состава 4-го погранполка. Когда группе финских лыжников-диверсантов удалось просочиться в тыл пограничников и перерезать единственную дорогу, ведущую к посёлку Реболы, рота Петрова получила приказ выбить противника из расположенного у дороги хутора и тем самым очистить коммуникации. 26 января 1940 года пограничники неожиданно атаковали укреплённый хутор и быстро овладели им. Однако силы оказались слишком неравными. Роте Петрова и Пушанина противостояло до двух батальонов финской пехоты, и пограничники сразу были окружены. В течение 30 дней они вели неравный бой с противником в условиях нехватки продовольствия и боеприпасов. Финнам удалось разрушить южный блокгауз, и через образовавшийся пролом они закидывали позиции советских бойцов гранатами и дымовыми шашками. Силы гарнизона постепенно таяли, но на предложение противника сдаться пограничники неизменно отвечали огнём. Постепенно в руках гарнизона остался лишь один блокгауз, который был окружён финнами. 25 февраля 1940 года, когда положение с патронами стало катастрофическим, старший лейтенант Петров и политрук Пушанин повели оставшихся в строю бойцов в рукопашную. В ожесточённой схватке гарнизон погиб, но оружия не сложил. 
Указом Президиума Верховного Совета СССР от 26 апреля 1940 года «за успешное выполнение боевых заданий Правительства по охране государственных границ и проявленные при этом отвагу и геройство» политруку Пушанину Ивану Ивановичу было присвоено звание Героя Советского Союза посмертно.
В 1944 году о политруке И. И. Пушанине вспомнили в период подготовки Свирско-Петрозаводской операции. В изданной политуправлением войск НКВД СССР листовке его подвиг был описан немного по другому. 25 февраля 1940 года, когда у державших оборону пограничников стали заканчиваться патроны, политрук Пушанин под огнём противника сумел выбраться из блокгауза и добраться до склада боеприпасов. Однако при возвращении в блокгауз он попал в устроенную финнами засаду. Расстреляв из пистолета ТТ последнюю обойму, он уничтожил трёх финских солдат, после чего, орудуя мешком с завёрнутыми в него пулемётными дисками, бросился на неприятеля. Прежде, чем вражеская пуля оборвала его жизнь, он успел уничтожить ещё одного вражеского солдата.
Официально Герой Советского Союза И. И. Пушанин похоронен в братской могиле советских воинов в посёлке Красносельское Выборгского района Ленинградской области. Но более вероятно, что его похоронили недалеко от места гибели в братской могиле № 7 в посёлке Колвасозеро Муезерского района Республики Карелия.

## Награды
- Герой Советского Союза (26 апреля 1940, медаль «Золотая Звезда», посмертно)[6];
- орден Ленина (26 апреля 1940, посмертно)

## Память

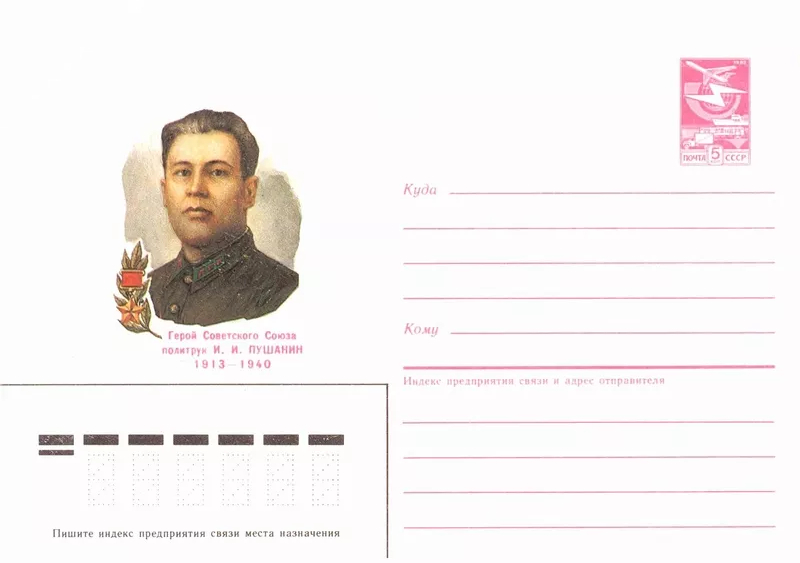
Герой Советского Союза И. И. Пушанин на конверте почты СССР

- В декабре 1963 года в честь Героя Советского Союза И. И. Пушанина село Мача Белинского района Пензенской области переименовано в село Пушанино.
- Бюсты Героя Советского Союза И. И. Пушанина установлены в городе Белинском и селе Пушанино
- Именем Героя Советского Союза И. И. Пушанина названа улица в Пензе.

## Документы
- Обобщённый банк данных «Мемориал». Дата обращения: 1 августа 2013. Архивировано из оригинала 10 мая 2012 года.

Информация из списка захоронения 47-82 (Братская могила № 17, посёлок Красносельское).
Учётная карточка захоронения 47-82 (Братская могила № 17, посёлок Красносельское).
Схема захоронения 47-82 (Братская могила № 17, посёлок Красносельское).
Информация из списка захоронения 10-258 (Братская могила № 7, посёлок Колвасозеро).
Учётная карточка захоронения 10-258 (Братская могила № 7, посёлок Колвасозеро).
Внешний вид захоронения 10-258 (Братская могила № 7, посёлок Колвасозеро).